# Instituto Cultural Moçambique-Alemanha

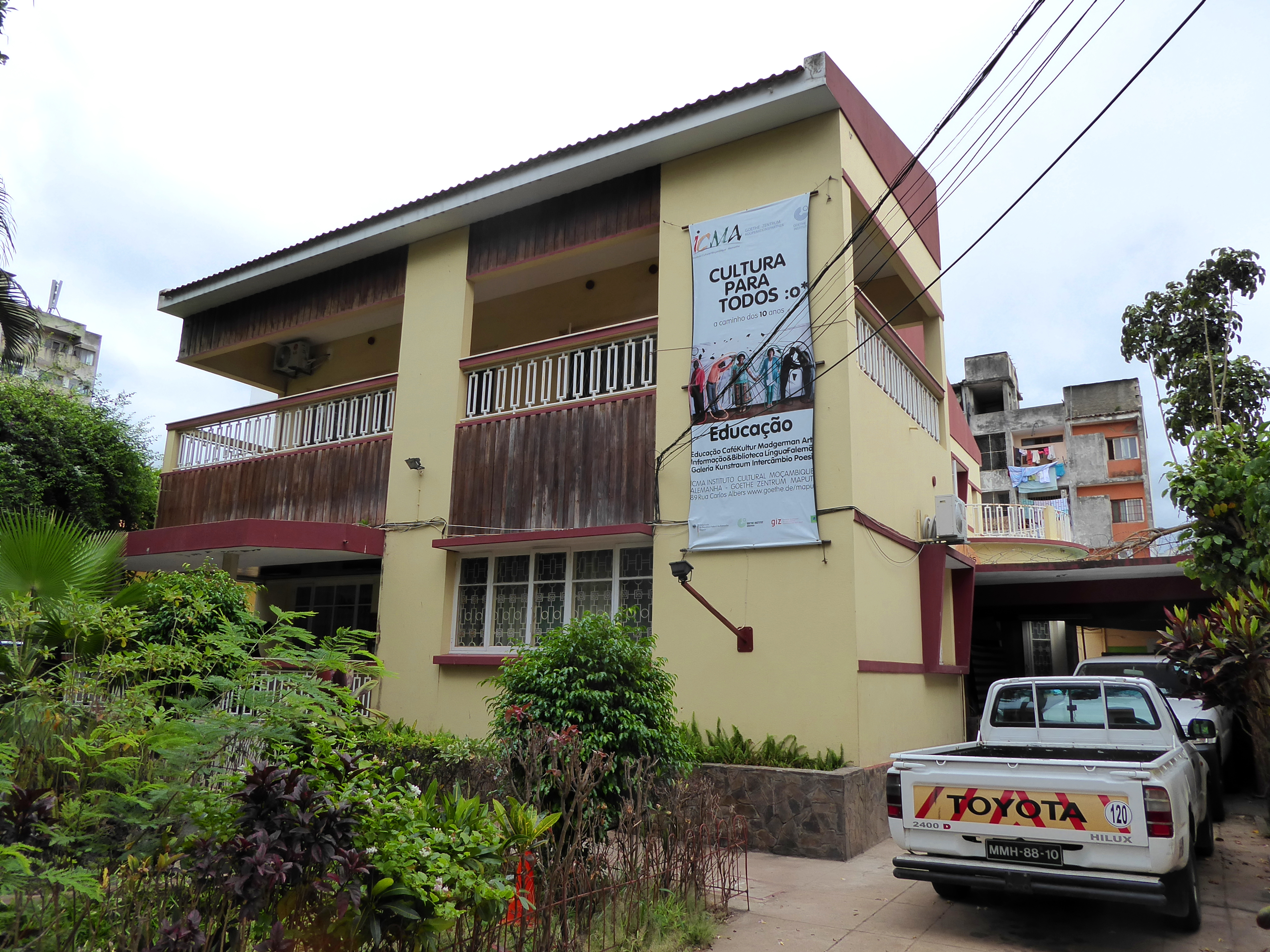
Das ICMA befindet sich in der Rua Carlos Albers 89 im Zentrum Maputos

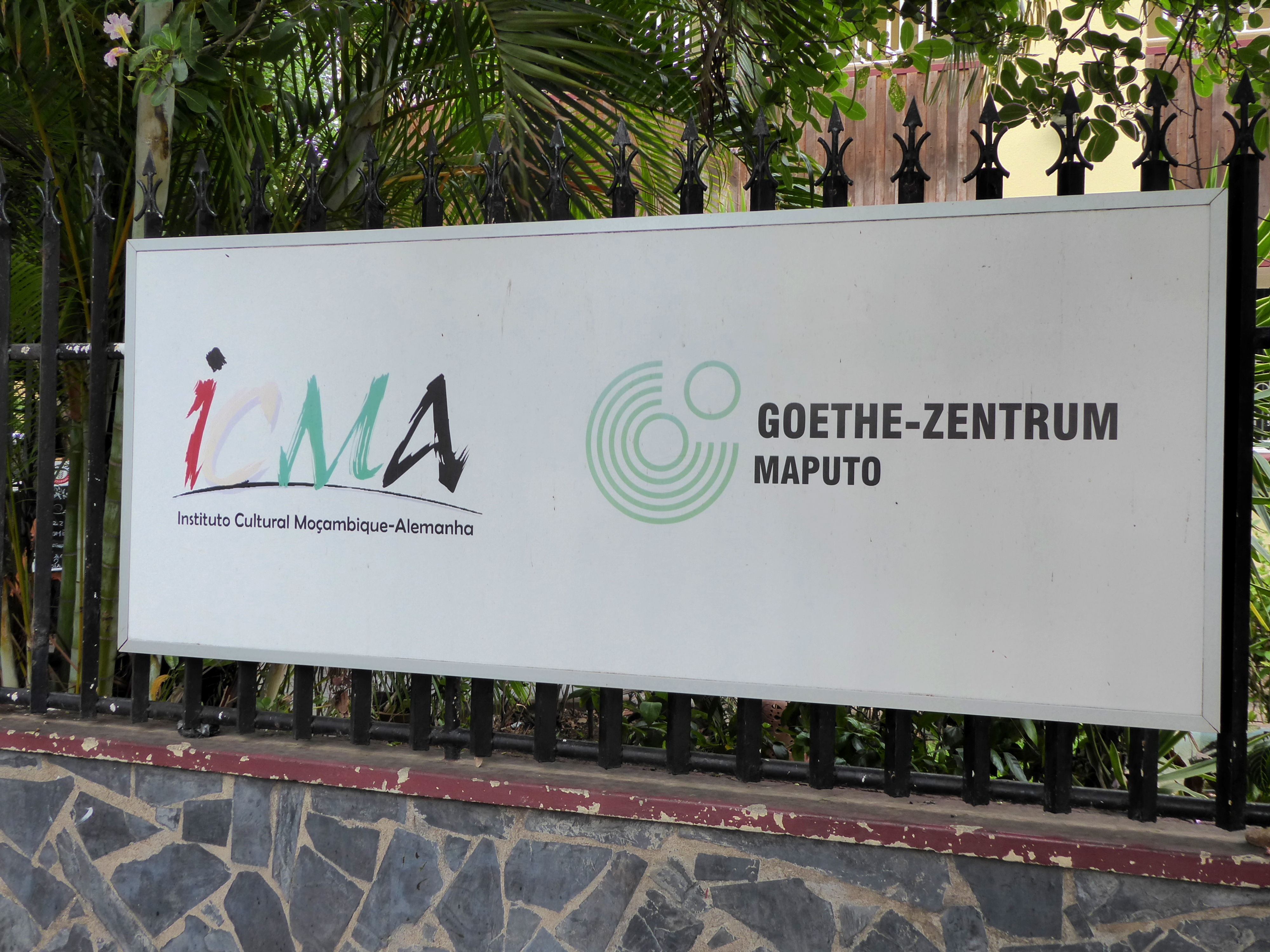
Logo des Instituto Cultural Moçambique-Alemanha (ICMA), im Februar 2017 abgenommen

Das Instituto Cultural Moçambique-Alemanha (ICMA), zu Deutsch „Mosambikanisch-Deutsches Kulturinstitut“, ist ein privates Kulturinstitut in der mosambikanischen Hauptstadt Maputo. Das von der „Associação de Amizade Moçambique-Alemanha“ getragene Institut dient als Anlaufstelle für an deutscher Sprache und Kultur interessierte und in der Stadt lebende Menschen, insbesondere auch für die zahlreichen Mosambikanerinnen und Mosambikaner, die in den 1980er-Jahren in der DDR gearbeitet oder studiert hatten („Madgermanes“).

## Geschichte
Das ICMA, im Jahr 1996 unter Teilnahme des damaligen Bundesaußenministers Klaus Kinkel sowie weiterer offizieller Vertreter eröffnet, befindet sich seit 2003 im Zentrum Maputos in der Rua Carlos Albers 89. Mit einem Café, einer Bibliothek und einem Sprachlernzentrum wird das Ziel verfolgt, Besuchern Themen deutscher Kultur darzustellen. In der Folge hatte es mit seinem Kulturangebot einen beachteten Platz in den Kulturszene erlangt, auch neben den anderen ausländischen Kulturinstituten wie dem Centro Cultural Franco-Moçambicano und dem Centro Cultural Americano Martin Luther King. Im ICMA werden regelmäßig auch Filme aufgeführt, es gilt als einer der wichtigsten Förderer mosambikanischer Filmkultur.
Später erhielt das Institut den Status als Kooperationspartner („Goethe-Zentrum“) des Goethe-Instituts und damit Zugang zum Netzwerk der deutschen Kulturinstitute. Zudem erhält das ICMA Förderung und Unterstützung durch die Deutsche Botschaft Maputo. Ein bilaterales Kulturabkommen zwischen Deutschland und Mosambik trat 2009 in Kraft. Diese Zusammenarbeit wurde Ende 2016 aufgegeben. Die Einrichtung fühlt sich ungeachtet dessen den deutsch-mosambikanischen Kulturbeziehungen verbunden.